# Championnats d'Europe de karaté 1973
Les championnats du monde de karaté 1973 ont eu lieu à Valence, en Espagne, en 1973. Cette édition a été la huitième des championnats d'Europe de karaté senior organisés chaque année par la Fédération européenne de karaté depuis 1966. Un total de 210 athlètes provenant de quatorze pays différents y ont participé.

## Résultats

### Épreuves individuelles
| Rang | Pays   | Karatéka     |
| ---- | ------ | ------------ |
| 1    | France | Roger Paschy |
| 2    | ?      | ?            |
| 3    | ?      | ?            |
| 3    | ?      | ?            |

| Rang | Pays   | Karatéka         |
| ---- | ------ | ---------------- |
| 1    | France | Christian Alifax |
| 2    | ?      | ?                |
| 3    | ?      | ?                |
| 3    | ?      | ?                |

| Rang | Pays   | Karatéka              |
| ---- | ------ | --------------------- |
| 1    | France | François Petitdemange |
| 2    | ?      | ?                     |
| 3    | ?      | ?                     |
| 3    | ?      | ?                     |

| Rang | Pays   | Karatéka       |
| ---- | ------ | -------------- |
| 1    | France | Francis Didier |
| 2    | ?      | ?              |
| 3    | ?      | ?              |
| 3    | ?      | ?              |

### Épreuve par équipes
| Rang | Pays   |
| ---- | ------ |
| 1    | Écosse |
| 2    | ?      |
| 3    | ?      |
| 3    | ?      |